# Krasny (Smolensk)
Krasny (russisch Кра́сный) ist eine Siedlung städtischen Typs und ehemalige Stadt in der Oblast Smolensk in Russland mit rund 3400 Einwohnern (Stand 2024).

## Geographie

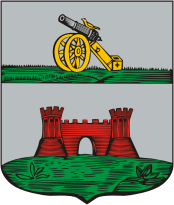
Stadtwappen von 1780

Der Ort liegt knapp 50 km Luftlinie südwestlich des Oblastverwaltungszentrums Smolensk und gut 15 km von der Staatsgrenze zu Belarus. Er befindet sich an der Swinaja, einem kleinen Fluss im Einzugsgebiet des Dnepr, von dessen linken Ufer er etwa zehn Kilometer entfernt ist.
Krasny ist Verwaltungszentrum des Rajons Krasninski sowie Sitz der Stadtgemeinde Krasninskoje gorodskoje posselenije, zu der außerdem die Dörfer Bolschaja Dobraja (4 km westlich), Bujanowo (6 km südsüdwestlich), Chrapowo (8 km südlich), Kutkowo (4 km südsüdöstlich), Saluschetschje (9 km südsüdöstlich) und Sorokino (3 km südlich) gehören.

## Geschichte
Der Ort wurde erstmals für das Jahr 1165 urkundlich unter dem Namen Krassen erwähnt, als er von Smolensker Fürsten Dawyd Rostislawitsch seinen Neffen als Lehen gegeben wurde. Dieses Jahr wird auch als Gründungsjahr von Krasny begangen. Später war auch die Form Krasnoje in Gebrauch. In der Periode der Russisch-Polnischen Kriege im 17. Jahrhundert gehörte Krasnoje zeitweise zu Polen-Litauen, bevor es 1654 endgültig zu Russland kam.
1776 erhielt der Ort unter der heutigen Namensform das Stadtrecht als Verwaltungssitz eines Ujesds der Statthalterschaft, später des Gouvernements Smolensk. Während Napoleons Russlandfeldzug 1812 war die nähere Umgebung der Stadt Schauplatz zweier Schlachten: beim Vorrücken der französischen Truppen nach Osten am 2. Augustjul. / 14. August 1812greg. im Vorfeld der Schlacht um Smolensk sowie während deren Rückzug von 3. Novemberjul. / 15. Novembergreg. bis 6. Novemberjul. / 18. November 1812greg.. Diese sind als „Schlacht bei Krasnoi“ in Kunst und Literatur eingegangen.
Die wirtschaftliche Entwicklung im 19. Jahrhundert stagnierte, auch weil die Eisenbahnstrecke Moskau – Warschau um 1870 weit vom Ort entfernt rechts des Dnepr vorbeigeführt wurde. 1922 wurde der Ujesd aufgelöst, und Krasny wieder zum Dorf herabgestuft. 1929 wurde es aber wieder Verwaltungssitz eines neu geschaffenen, nach ihm benannten Rajons.
Im Zweiten Weltkrieg war Krasny vom 13. bis 18. Juli 1941 in der Anfangsphase der Kesselschlacht bei Smolensk erneut Schauplatz erbitterter Kämpfe, bevor es von der deutschen Wehrmacht eingenommen werden konnte. In der Nacht zum 28. September 1943 wurde Krasny im Rahmen der Smolensker Operation von der Roten Armee zurückerobert.
1965 erhielt der Krasny den Status einer Siedlung städtischen Typs.

### Bevölkerungsentwicklung
| Jahr | Einwohner |
| ---- | --------- |
| 1897 | 2753      |
| 1939 | 3084      |
| 1959 | 2603      |
| 1970 | 3483      |
| 1979 | 4316      |
| 1989 | 5087      |
| 2002 | 4714      |
| 2010 | 4349      |

Anmerkung: Volkszählungsdaten

## Verkehr
Nach Krasny führt die Regionalstraße 66K-20 von Smolensk. Nach Norden besteht über die 66N-1104 beim 20 km entfernten Gussino Anschluss an die föderale Fernstraße M1 Belarus von Moskau zur belarussischen Grenze. Dort befindet sich an der Strecke Moskau – Smolensk – Minsk auch die nächstgelegene Bahnstation (der weitere 20 km westlich gelegene Grenzbahnhof Russlands zu Belarus Krasnoje hat keinen direkten Bezug zu Krasny).